# 柴田雄次 (実業家)
柴田 雄次（しばた ゆうじ、1938年9月16日 - ）は、日本の経営者。トヨタ自動車出身者でない生え抜きの愛知製鋼社長を務めた。愛知県出身。

## 経歴
1961年に慶應義塾大学商学部を卒業し、同年に愛知製鋼に入社。
1993年3月に取締役に就任し、1996年9月に常務を経て、1999年6月に社長に就任した。2004年6月に会長に就任し、2008年6月から相談役を務めた。
2004年4月には藍綬褒章を受章。